# Evippa soderbomi
Evippa soderbomi là một loài nhện trong họ Lycosidae.
Loài này thuộc chi Evippa. Evippa soderbomi được Ehrenfried Schenkel-Haas miêu tả năm 1936.